# آزومی واکی
آزومی واکی (به انگلیسی: Azumi Waki؛ زادهٔ ۸ سپتامبر ۱۹۹۴) صدا پیشهٔ اهل ژاپن است که از سال ۲۰۱۵ میلادی تاکنون مشغول فعالیت بوده‌است.